# هيو شو
هيو شو (بالإنجليزية: Hugh Shaw)‏ (29 أبريل 1929 في المملكة المتحدة - 8 مايو 1985 في المملكة المتحدة) هو لاعب كرة قدم بريطاني في مركز نصف الجناح. لعب مع نادي ترانمير روفرز لكرة القدم ونادي ريل ونادي دمبرتون ونادي سترنرير ‏.

## وصلات خارجية
- هيو شو على موقع قاعدة بيانات كرة القدم.إي يو (الإنجليزية)